# Каштелир
Каштелир је насељено место и седиште општине Каштелир-Лабинци у Истарској жупанији, Хрватска. До територијалне реорганизације у Хрватској налазио се у саставу старе општине Пореч.

## Становништво
На попису становништва 2011. године, Каштелир је имао 329 становника.

## Попис1991.
На попису становништва 1991. године, насељено место Каштелир је имало 295 становника, следећег националног састава:
| Попис 1991.‍  | Попис 1991.‍  | Попис 1991.‍ | Попис 1991.‍ | Попис 1991.‍ |
| ------------ | ------------ | ----------- | ----------- | ----------- |
|              |              |             |             |             |
| Хрвати       | Хрвати       |             | 205         | 69,49%      |
| Италијани    | Италијани    |             | 17          | 5,76%       |
| Југословени  | Југословени  |             | 6           | 2,03%       |
| Словенци     | Словенци     |             | 5           | 1,69%       |
| Срби         | Срби         |             | 5           | 1,69%       |
| Муслимани    | Муслимани    |             | 1           | 0,33%       |
| остали       | остали       |             | 1           | 0,33%       |
| неопредељени | неопредељени |             | 8           | 2,71%       |
| регион. опр. | регион. опр. |             | 43          | 14,57%      |
| непознато    | непознато    |             | 4           | 1,35%       |
| укупно: 295  |              |             |             |             |